# كارل فوغوان
كارل فوغوان (Carl Vaugoin) ـ (8 يوليو 1873 ـ 10 يونيو 1949) هو سياسي نمساوي من الحزب الاجتماعي المسيحي شغل عدة مناصب سياسية في حقبة الجمهورية النمساوية الأولى، أرفعها شغله لمنصب مستشار النمسا قرابة شهرين في سنة 1930.

## مناصبه
شغل منصب وزير الدفاع في 15 وزارة نمساوية في الفترة من 28 أبريل 1921 إلى 21 سبتمبر 1933، كما شغل منصب نائب مستشار النمسا من 26 سبتمبر 1929 إلى 30 سبتمبر 1930، وتولى منصب المستشارية لفترة وجيزة امتدت من 30 سبتمبر إلى 4 ديسمبر 1930.